# 热蒙维尔
热蒙维尔（法語：Gémonville，法語發音：[ʒemɔ̃vil]）是法国默尔特-摩泽尔省的一个市镇，属于图勒区。

## 地理
热蒙维尔（48°24'53"N, 5°53'5"E）面积9.03 平方千米，位于法国大東部大區默尔特-摩泽尔省，该省份为法国东北部内陆省份，是洛林的一部分，北邻比利时、卢森堡，北起顺时针与摩泽尔省、下莱茵省、孚日省和默兹省接壤。
与热蒙维尔接壤的市镇（或旧市镇、城区）包括：特朗克维尔-格罗、法维耶尔、阿乌兹、阿罗夫、阿蒂涅维尔、阿尔蒙维尔。

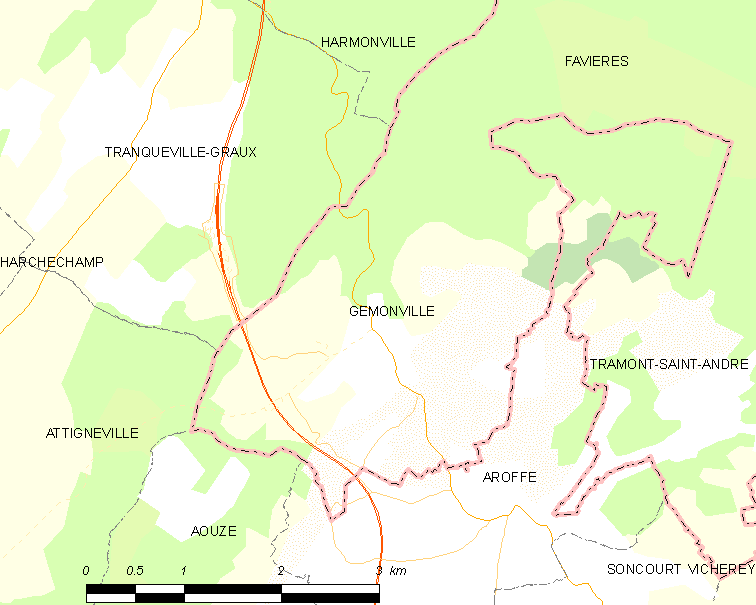
热蒙维尔的OSM定位图

热蒙维尔的时区为UTC+01:00、UTC+02:00（夏令时）。

## 行政
热蒙维尔的邮政编码为54115，INSEE市镇编码为54220。

## 政治
热蒙维尔所属的省级选区为梅讷欧桑图瓦县。

## 人口

1962-2008年间热蒙维尔人口变化图示

热蒙维尔于2022年1月1日时的人口数量为76人。